# 정읍시

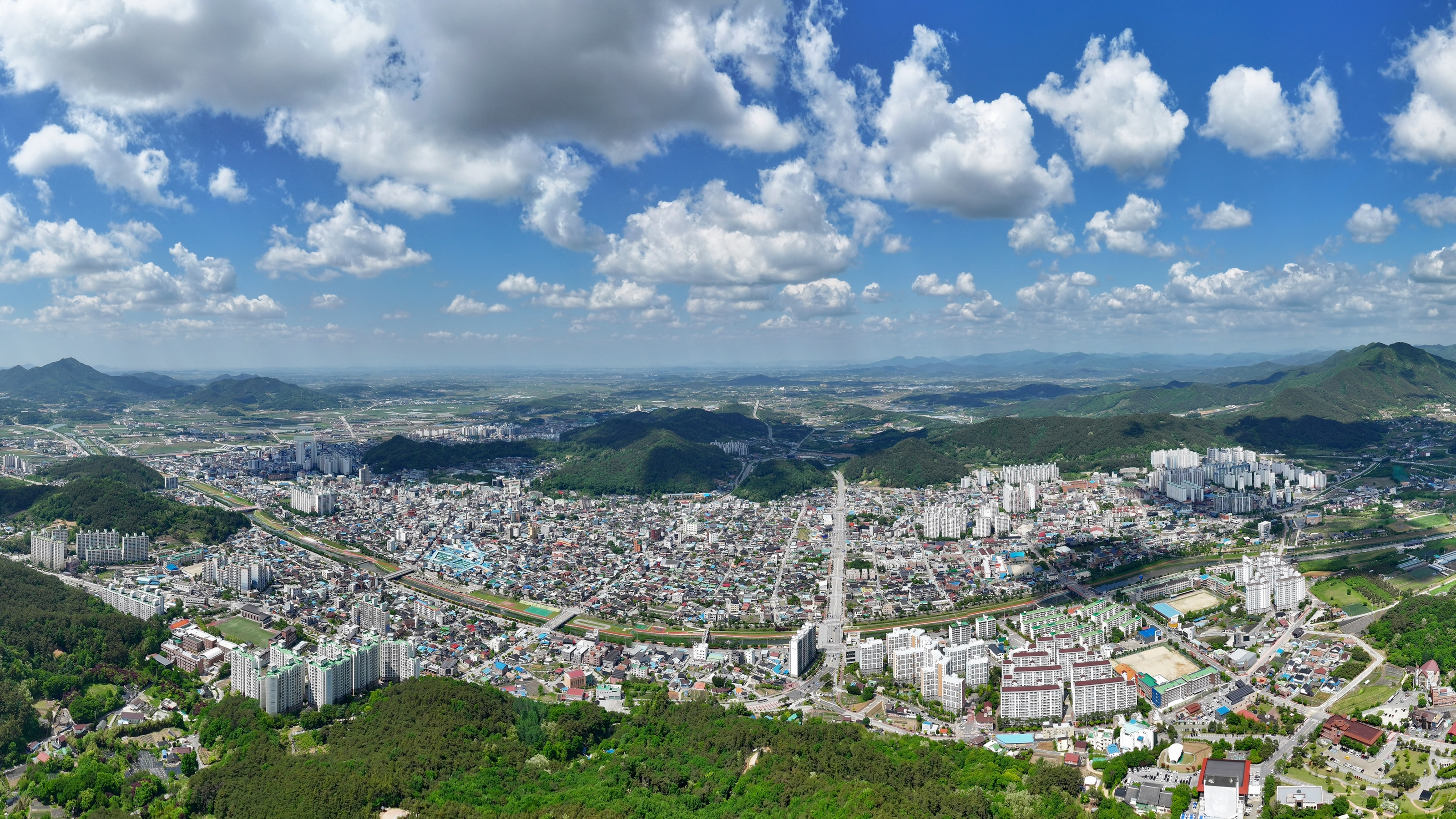
정읍시내 전경

정읍시(井邑市)는 대한민국 전북특별자치도 남서부에 있는 시이다. 시의 서쪽으로는 부안군, 김제시와 맞닿아 있으며, 동쪽으로는 순창군, 완주군, 임실군과 접해 있다. 남쪽으로는 고창군, 장성군과 접해 있으며, 전주와 광주의 중간 지점에 자리잡고 있다.

## 역사
| Daedongyeojido (Gyujanggak) 17-05.jpg | Daedongyeojido (Gyujanggak) 17-04.jpg |
| Daedongyeojido (Gyujanggak) 18-05.jpg | Daedongyeojido (Gyujanggak) 18-04.jpg |

마한의 고비리국, 초산도비리국이 위치해 있었다고 한다. 백제 때 정촌현, 대시산군, 고사부리군이 설치되어 있었다. 757년 신라 경덕왕이 정촌현을 정읍현으로 개칭하고 태산군(현재 태인면)의 영현으로 삼았다. 이때 고사부리군은 고부군으로 개칭되었다. 936년 정읍현을 고부군의 속현으로 삼고 감무를 설치했다. 이후 951년에는 고부군에 안남도호부를 설치하였고, 1019년에는 안남도호부를 폐지하고 다시 고부군으로 환원하였다. 조선 시대 1409년 고려 시대의 태산군과 인의현이 합쳐져 태인군이 되었다. 1421년 태인향교가 신축되었다. 1593년 입암산성이 수축되었다. 1894년 고부군수 조병갑의 압정에 반발하여 고부의 농민들이 봉기하였다. 이 민란은 이후 동학 농민 혁명으로 확산되었다.
- 1895년 6월 23일(음력 윤5월 1일) 전라도 정읍현을 전주부 정읍군으로 개편하였다.[2]
- 1896년 8월 4일 전라북도 정읍군으로 개편하였다.[3]
- 1914년 4월 1일 정읍군, 태인군, 고부군[4]을 정읍군으로 통폐합하였다.[5] (19면)
- 1930년 12월 26일 정읍면을 정주면으로 개칭하였다.[6]
- 1931년 4월 1일 정주면이 정주읍으로 승격하였다.[7] (1읍 18면)
- 1935년 3월 1일 정토면·우순면을 정우면으로 합면하고, 보림면을 북면·태인면에 분할 편입하고, 용북면을 신태인면으로 개칭하였다.[8]
- 1940년 11월 1일 신태인면이 신태인읍으로 승격하였다.[9] (2읍 15면)
- 1976년 4월 2일 정주읍에 동부출장소(수성리·상리·장명리), 서부출장소(연지리·농소리·하모리·상평리), 남부출장소(시기리·과교리·삼산리·진산리)가 설치되었다.[10]
- 1981년 7월 1일 정주읍 일원을 관할로 하여 정주시가 설치되었다.(정주시: 10행정동, 정읍군: 1읍 15면)[11] (1읍 15면)

| 정주시 행정동 제도 실시 전후 행정구역 |                                  |
| 구 행정구역 (법정동(리))              | 신 행정구역 (행정동)             |
| 정주읍 수성리                         | 정주시 수성동                    |
| 정주읍 장명리                         | 정주시 장명동                    |
| 정주읍 상리                           | 정주시 상동                      |
| 정주읍 시기리                         | 정주시 시기1동, 시기2동, 시기3동 |
| 정주읍 연지리                         | 정주시 연지동                    |
| 정주읍 농소리                         | 정주시 농소동                    |
| 정주읍 상평리, 하모리                 | 정주시 상평동                    |
| 정주읍 삼산리, 과교리, 진산리         | 정주시 과교동                    |
- 1983년 2월 15일 정읍군 내장면 일원과 소성면 흑암리·용계리·공평리, 덕천면 망제리, 북면 영파리·구룡리·하북리가 정주시에 편입되었고, 정읍군 소성면 봉양리가 입암면에, 태인면 백산리가 신태인읍에 편입되었다.(정주시: 12행정동, 정읍군: 1읍 14면)[12]

| 정주시 행정동 개편 전후 행정구역[13]          |                      |
| 구 행정구역 (행·법정동(리))                   | 신 행정구역 (행정동) |
| 정주시 수성동, 북면 하북리                    | 정주시 수성동        |
| 정주시 장명동, 북면 구룡리                    | 정주시 장명동        |
| 정주시 농소동, 북면 영파리, 덕천면 망제리     | 정주시 농소동        |
| 정주시 과교동, 내장면 신월리, 교암리, 용산리  | 정주시 과교동        |
| 내장면 금붕리, 송산리, 부전리, 쌍암리, 내장리 | 정주시 내장동        |
| 소성면 흑암리, 용계리, 공평리                 | 정주시 정일동        |
- 1987년 1월 1일 고창군 성내면 조동리 일부가 정읍군 소성면 보화리로, 정읍군 산내면 종성리 일부를 임실군 강진면 용수리로 편입하고, 소성면 만수리를 고부면으로, 이평면 청량리 일부를 영원면 장재리로, 이평면 도계리를 덕천면으로, 정우면 장학리 일부를 북면으로, 정우면 산북리 일부를 신태인읍 신용리로, 감곡면 일부를 신태인읍으로 편입하였다.[14]
- 1989년 1월 1일 정읍군 입암면 신정리를 정주시 과교동으로, 정우면 장학리를 북면으로 편입하였다.[15]
- 1990년 4월 1일 정읍군 태인면 오류리 일부가 북면 마정리에 편입되었다. 또, 정주시 상동과 시기1동이 경계를 조정하였다. 그리고 연지동 일부가 시기2동으로, 상평동 일부가 시기3동으로, 과교동 일부가 상평동으로, 연지동 일부가 상평동으로, 장명동 일부가 수성동으로 편입되었다.[16][17]
- 1992년 10월 1일 정주시 연지동 일부가 수성동으로 편입되었다.[18]
- 1994년 12월 1일 정주시 연지동·농소동의 각 일부가 수성동으로 편입되었다.[19]
- 1995년 1월 1일 정주시 일원과 정읍군 일원을 관할로 도농복합형태의 정읍시가 설치되었다.(1읍 14면 12행정동)[20]
- 1996년 6월 1일 소성면 주천리 일부를 상평동으로, 수성동 일부를 시기2동으로, 상평동·농소동의 각 일부가 정일동으로, 내장동 일부가 상동으로, 정일동 일부가 농소동으로 편입되었다.[21]
- 1997년 2월 6일 부안군 백산면 대수리 일부를 정읍시 이평면 두전리로, 부안군 줄포면 난산리 일부를 고부면 백운리로, 정읍시 이평면 두전리 일부를 부안군 백산면 대수리로, 정읍시 고부면 신흥리 일부를 줄포면 대동리·파산리로, 정읍시 고부면 강고리 일부를 부안군 줄포면 난산리로 편입하였다.[22]
- 1997년 7월 10일 소성면 고교리 일부를 고부면 강고리로 소성면 화룡리 일부가 고부면 백운리로 편입되었다.[23]
- 1998년 8월 1일 정읍시 고부면 강고리 일부가 부안군 줄포면 난산리로, 정읍시 고부면 백운리 일부가 고창군 흥덕면 하남리·성내면 덕산리로, 정읍시 영원면 앵성리·풍월리 각 일부가 부안군 주산면 덕림리로, 부안군 줄포면 난산리·신리와 고창군 흥덕면 하남리 일부가 정읍시 고부면 백운리로, 부안군 주산면 덕림리 일부가 정읍시 영원면 앵성리로, 부안군 주산면 소주리 일부가 정읍시 영원면 풍월리로 각각 편입되었다.[24]
- 1998년 10월 31일 정읍시의 과소행정동을 통폐합하였다. 장명동·상동 일부를 장명동으로, 상동 일부·내장동을 내장상동으로, 시기1·2동을 시기동으로, 농소동·정일동을 농소동으로, 상평동·과교동을 상교동으로 통폐합하였다.(1읍 14면 8행정동)
- 2011년 5월 1일 시기3동을 초산동으로 개칭하였다.[25]
- 2021년 4월 9일 고부면 주산마을이 대뫼마을로, 산내면 평내마을이 평천마을로 명칭 변경되었으며 접지리 일부와 마석리 일부 지역을 합쳐 대흥리를 분리 신설하였다.[26][27]
- 2024년 1월 18일: 법률 제19430호로 전라북도 정읍시에서 전북특별자치도 정읍시로 개편되었다.

## 지리

### 위치

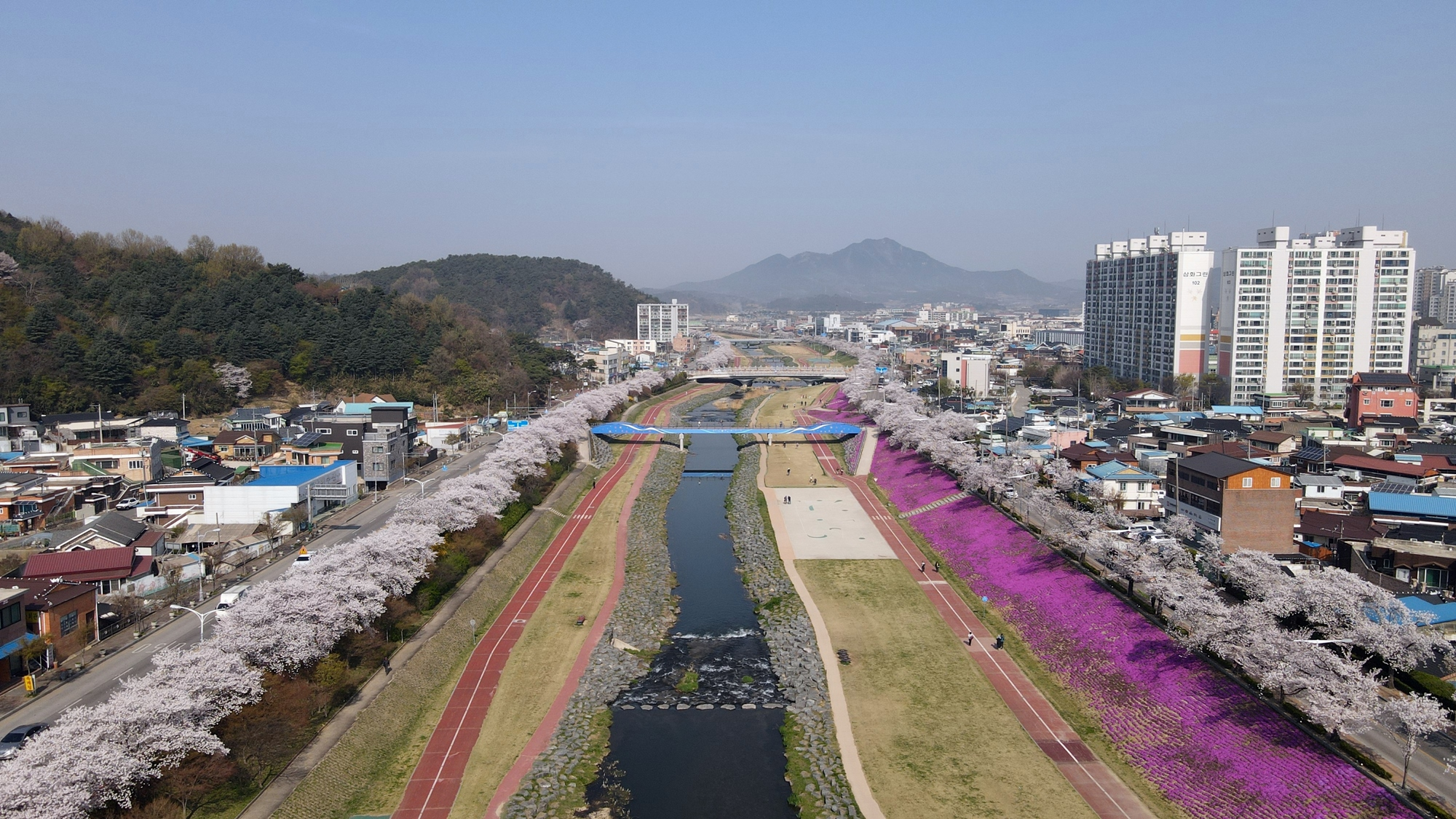
정읍천 전경

정읍시는 동남쪽 노령산맥의 줄기로 산세가 수려한 내장산 국립공원과 입암산이 연결되어 있다. 서북쪽 농소동과 상평동, 연지동을 관통하는 호남선 및 목포와 서울 간을 잇는 KTX고속철도, 고속도로 및 국도 3개 노선이 연결되어 서해안 지방 교통의 요지이다. 또한 서북은 평야가 광활하여 비옥한 토질로 유명한 호남평야를 이루고 하천은 지세를 따라 서북으로 흐르고 있다. 독금산에서 발원한 동진강이 동남단인 내장산으로부터 흐르고 있는 정읍천과 합류하여 부안군과 경계를 이어 황해에 유입된다. 동진강 유역에는 관개지로써 토지가 비옥하여 농업에 적합하다.
동경 127도 07분 ~ 126도 43분, 북위 35도 27분 ~ 북위 35도 45분에 걸쳐있고 총 면적은 693.23km2로 전북특별자치도 내 시, 군 중 2번째로 넓은 도시이며 2023년 기준 인구는 103,620명이다.
동남쪽으로는 노령산맥의 줄기로 내장산 국립공원과 입암산이 연결되어 있다.
곰소만(또는 줄포만)에서 고부면 백운리간 거리가 불과 가장 가까운 거리가 약 4여㎞정도로 떨어져 있는 내륙지역이지만 한국의 시군단위 행정구역 중에서는 최단거리로 바다와 가장 가까운 곳이다.

### 기후
정읍의 기후는 서해안형과 내륙형의 중간형으로 구분될 수 있으나 서해안형에 가까운 특성을 보이고 있으며 겨울철에는 분지형태의 지형적인 영향을 받아 대설이 잦고 겨울철 주풍향은 서~북서풍이다. 그 외 바람은 주로 남동풍이 많고 풍속은 1.6m/sec이다. 2022년 기준 연평균 기온은 13.2도, 합계 강수량을 979.3mm이다.
| 정읍기상관측소 (정읍시 상평동, 해발 68.7m)의 기후       | 정읍기상관측소 (정읍시 상평동, 해발 68.7m)의 기후 | 정읍기상관측소 (정읍시 상평동, 해발 68.7m)의 기후 | 정읍기상관측소 (정읍시 상평동, 해발 68.7m)의 기후 | 정읍기상관측소 (정읍시 상평동, 해발 68.7m)의 기후 | 정읍기상관측소 (정읍시 상평동, 해발 68.7m)의 기후 | 정읍기상관측소 (정읍시 상평동, 해발 68.7m)의 기후 | 정읍기상관측소 (정읍시 상평동, 해발 68.7m)의 기후 | 정읍기상관측소 (정읍시 상평동, 해발 68.7m)의 기후 | 정읍기상관측소 (정읍시 상평동, 해발 68.7m)의 기후 | 정읍기상관측소 (정읍시 상평동, 해발 68.7m)의 기후 | 정읍기상관측소 (정읍시 상평동, 해발 68.7m)의 기후 | 정읍기상관측소 (정읍시 상평동, 해발 68.7m)의 기후 | 정읍기상관측소 (정읍시 상평동, 해발 68.7m)의 기후 |
| 월                                                      | 1월                                               | 2월                                               | 3월                                               | 4월                                               | 5월                                               | 6월                                               | 7월                                               | 8월                                               | 9월                                               | 10월                                              | 11월                                              | 12월                                              | 연간                                              |
| ------------------------------------------------------- | ------------------------------------------------- | ------------------------------------------------- | ------------------------------------------------- | ------------------------------------------------- | ------------------------------------------------- | ------------------------------------------------- | ------------------------------------------------- | ------------------------------------------------- | ------------------------------------------------- | ------------------------------------------------- | ------------------------------------------------- | ------------------------------------------------- | ------------------------------------------------- |
| 역대 최고 기온 °C (°F)                                  | 18.5 (65.3)                                       | 21.7 (71.1)                                       | 27.3 (81.1)                                       | 31.0 (87.8)                                       | 34.1 (93.4)                                       | 37.5 (99.5)                                       | 37.8 (100.0)                                      | 38.4 (101.1)                                      | 37.3 (99.1)                                       | 30.7 (87.3)                                       | 27.6 (81.7)                                       | 19.6 (67.3)                                       | 38.4 (101.1)                                      |
| 일평균 최고 기온 °C (°F)                                | 4.5 (40.1)                                        | 7.1 (44.8)                                        | 12.7 (54.9)                                       | 19.3 (66.7)                                       | 24.5 (76.1)                                       | 27.9 (82.2)                                       | 30.3 (86.5)                                       | 31.1 (88.0)                                       | 26.9 (80.4)                                       | 21.3 (70.3)                                       | 14.2 (57.6)                                       | 6.9 (44.4)                                        | 18.9 (66.0)                                       |
| 일일 평균 기온 °C (°F)                                  | −0.2 (31.6)                                       | 1.7 (35.1)                                        | 6.4 (43.5)                                        | 12.4 (54.3)                                       | 18.0 (64.4)                                       | 22.2 (72.0)                                       | 25.7 (78.3)                                       | 26.1 (79.0)                                       | 21.4 (70.5)                                       | 15.1 (59.2)                                       | 8.6 (47.5)                                        | 2.1 (35.8)                                        | 13.3 (55.9)                                       |
| 일평균 최저 기온 °C (°F)                                | −4.4 (24.1)                                       | −2.9 (26.8)                                       | 1.0 (33.8)                                        | 6.4 (43.5)                                        | 12.2 (54.0)                                       | 17.5 (63.5)                                       | 22.2 (72.0)                                       | 22.3 (72.1)                                       | 16.9 (62.4)                                       | 9.8 (49.6)                                        | 3.7 (38.7)                                        | −2.2 (28.0)                                       | 8.5 (47.3)                                        |
| 역대 최저 기온 °C (°F)                                  | −19.8 (−3.6)                                      | −20.0 (−4.0)                                      | −10.9 (12.4)                                      | −4.2 (24.4)                                       | 2.4 (36.3)                                        | 8.5 (47.3)                                        | 13.1 (55.6)                                       | 11.6 (52.9)                                       | 5.6 (42.1)                                        | −1.5 (29.3)                                       | −10.4 (13.3)                                      | −15.2 (4.6)                                       | −20.0 (−4.0)                                      |
| 평균 강수량 mm (인치)                                   | 36.5 (1.44)                                       | 39.0 (1.54)                                       | 56.0 (2.20)                                       | 82.5 (3.25)                                       | 87.2 (3.43)                                       | 136.1 (5.36)                                      | 284.0 (11.18)                                     | 298.1 (11.74)                                     | 148.5 (5.85)                                      | 61.0 (2.40)                                       | 55.6 (2.19)                                       | 45.3 (1.78)                                       | 1,329.8 (52.35)                                   |
| 평균 강수일수 (≥ 0.1 mm)                                | 9.9                                               | 7.6                                               | 8.6                                               | 8.3                                               | 8.8                                               | 9.5                                               | 14.3                                              | 14.4                                              | 9.1                                               | 6.6                                               | 8.5                                               | 10.9                                              | 116.5                                             |
| 평균 상대 습도 (%)                                      | 73.2                                              | 67.9                                              | 64.2                                              | 61.5                                              | 63.8                                              | 70.9                                              | 77.1                                              | 76.6                                              | 75.0                                              | 71.7                                              | 71.5                                              | 73.1                                              | 70.5                                              |
| 평균 월간 일조시간                                      | 138.2                                             | 159.0                                             | 197.0                                             | 215.3                                             | 227.3                                             | 176.1                                             | 152.9                                             | 168.9                                             | 179.9                                             | 190.6                                             | 151.4                                             | 131.4                                             | 2,088                                             |
| 출처: 기상청 (평년값: 1991년~2020년, 극값: 1970년~현재) |                                                   |                                                   |                                                   |                                                   |                                                   |                                                   |                                                   |                                                   |                                                   |                                                   |                                                   |                                                   |                                                   |

## 행정 구역

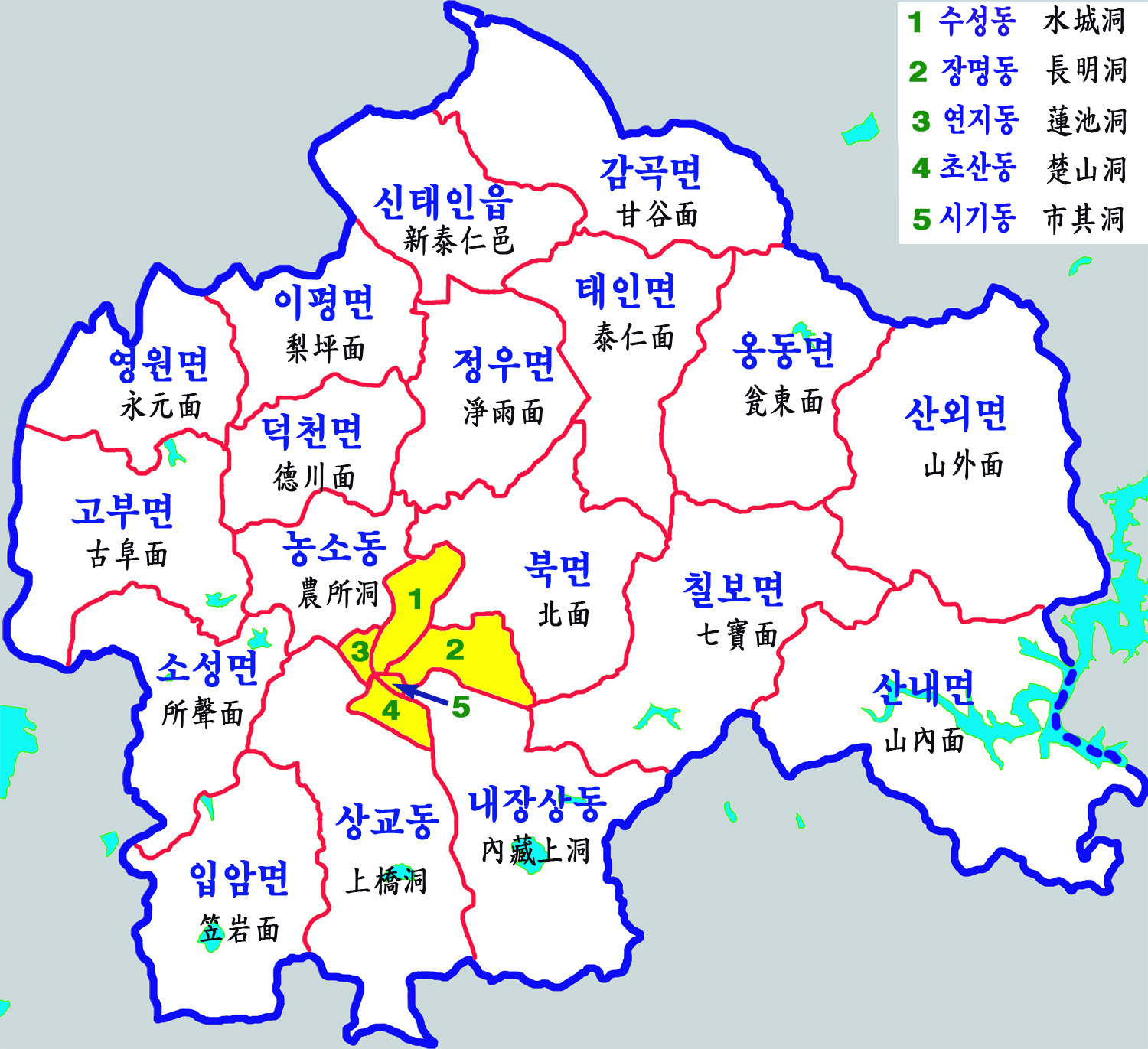
정읍시 행정구역

정읍시의 행정 구역은 1읍 14면 8동으로 구성되어 있다. 정읍시의 면적은 693.23km2이며, 인구는 2024년 6월을 기준으로 54,691세대 102,851명이다.
| 읍면동   | 한자     | 세대   | 인구    | 면적   |
| -------- | -------- | ------ | ------- | ------ |
| 신태인읍 | 新泰仁邑 | 2,928  | 5,053   | 29.83  |
| 북면     | 北面     | 2,224  | 3,925   | 35.64  |
| 입암면   | 笠岩面   | 1,587  | 2,621   | 35.80  |
| 소성면   | 所聲面   | 1,201  | 1,978   | 29.06  |
| 고부면   | 古阜面   | 1,585  | 2,632   | 40.02  |
| 영원면   | 永元面   | 1,026  | 1,652   | 24.96  |
| 덕천면   | 德川面   | 980    | 1,659   | 20.66  |
| 이평면   | 梨坪面   | 1,236  | 1,898   | 25.73  |
| 정우면   | 淨雨面   | 1,435  | 2,351   | 30.34  |
| 태인면   | 泰仁面   | 1,966  | 3,189   | 34.20  |
| 감곡면   | 甘谷面   | 1,701  | 2,620   | 41.57  |
| 옹동면   | 瓮東面   | 987    | 1,571   | 39.88  |
| 칠보면   | 七寶面   | 1,232  | 2,155   | 49.60  |
| 산내면   | 山內面   | 762    | 1,206   | 64.98  |
| 산외면   | 山外面   | 1,224  | 1,945   | 62.74  |
| 수성동   | 水城洞   | 8,524  | 16,327  | 5.90   |
| 장명동   | 長明洞   | 1,386  | 2,710   | 6.55   |
| 내장상동 | 內藏上洞 | 9,149  | 20,739  | 45.17  |
| 시기동   | 市基洞   | 1,654  | 3,049   | 0.45   |
| 초산동   | 楚山洞   | 4,249  | 9,885   | 2.90   |
| 연지동   | 蓮池洞   | 2,955  | 5,737   | 1.71   |
| 농소동   | 農所洞   | 2,112  | 3,767   | 18.81  |
| 상교동   | 上橋洞   | 2,588  | 4,182   | 46.16  |
| 정읍시   | 井邑市   | 54,691 | 102,851 | 692.65 |

## 인구
- 정읍시의 연도별 인구 추이[34]

| 연도   | 총인구    |  | 비고                            | 비고                            |
| ------ | --------- |  | ------------------------------- | ------------------------------- |
| 1949년 | 227,434명 |  | 정읍군                          | 정읍군                          |
| 1955년 | 217,854명 |  | 정읍군                          | 정읍군                          |
| 1960년 | 252,190명 |  | 정읍군                          | 정읍군                          |
| 1966년 | 277,506명 |  | 정읍군                          | 정읍군                          |
| 1970년 | 253,671명 |  | 정읍군                          | 정읍군                          |
| 1975년 | 248,193명 |  | 정읍군                          | 정읍군                          |
| 1980년 | 220,950명 |  | 정읍군                          | 정읍군                          |
| 1985년 | 199,784명 |  | 정주시(79,323), 정읍군(120,461) | 정주시(79,323), 정읍군(120,461) |
| 1990년 | 185,323명 |  | 정주시(86,906), 정읍군(98,417)  | 정주시(86,906), 정읍군(98,417)  |
| 1995년 | 139,111명 |  | 외국인: 127 (0.1%)              | 정읍시                          |
| 2000년 | 129,152명 |  | 외국인: 260 (0.2%)              | 정읍시                          |
| 2005년 | 115,760명 |  | 외국인: 344 (0.3%)              | 정읍시                          |
| 2010년 | 110,352명 |  | 외국인: 894 (0.8%)              | 정읍시                          |
| 2015년 | 110,627명 |  | 외국인: 2,639 (2.4%)            | 정읍시                          |
| 2019년 | 107,348명 |  | 외국인: 3,838 (3.6%)            | 정읍시                          |
| 2023년 | 102,507명 |  | 외국인: 4,218 (4.1%)            | 정읍시                          |

## 교통

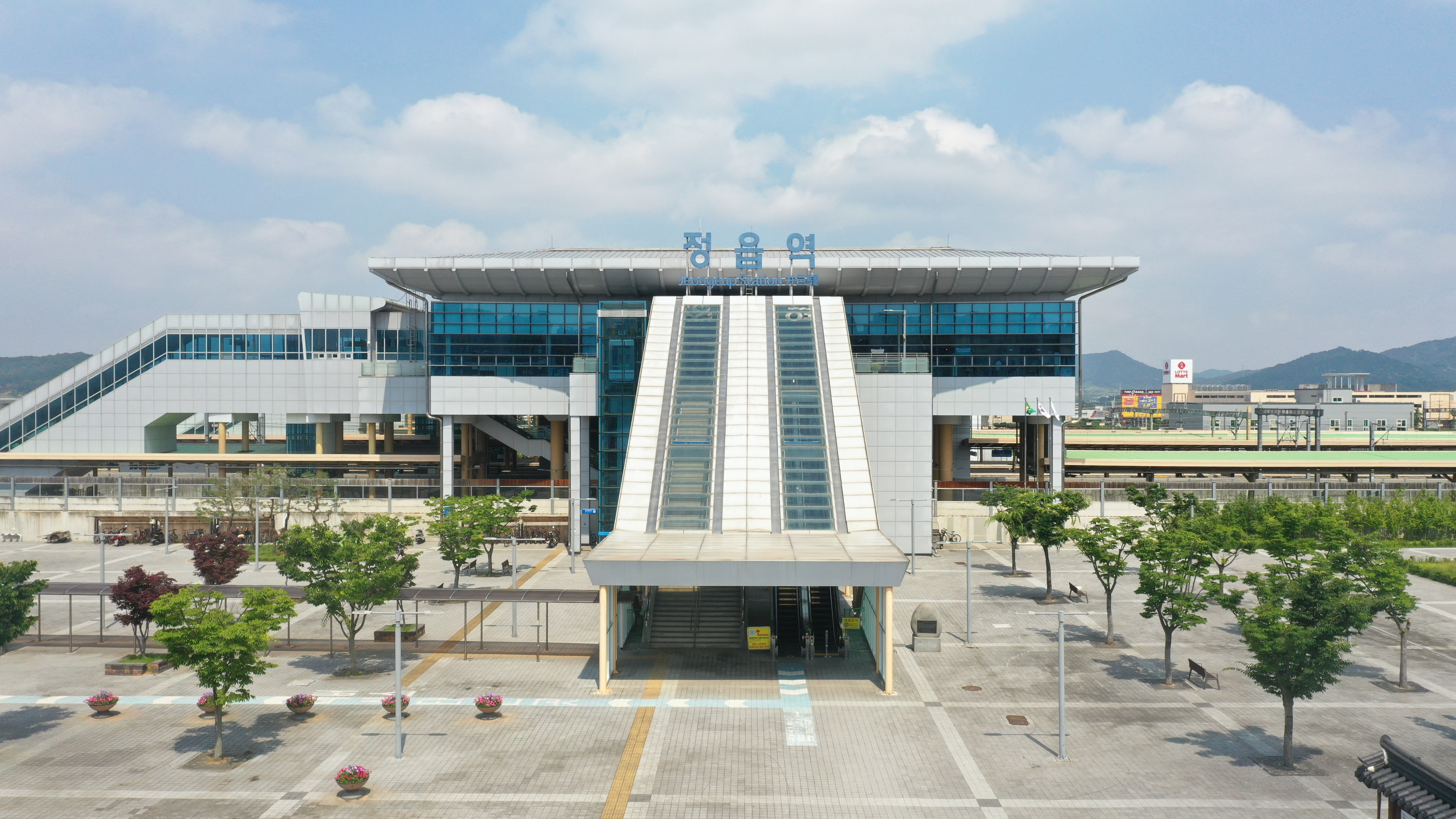
정읍역

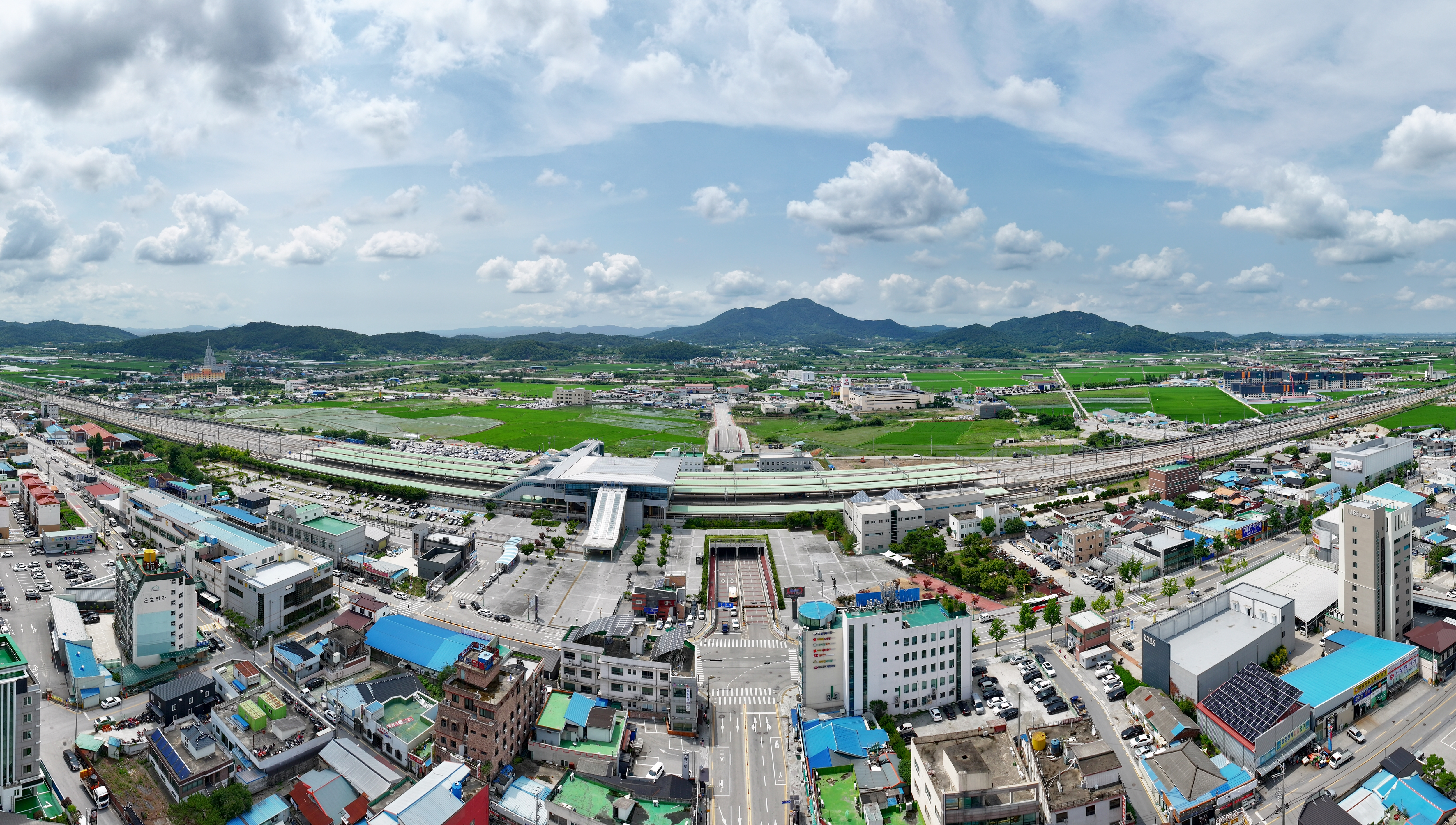
정읍역 전경

국도 제1호선, 22호선, 29호선이 시내를 통과하며, 국도 제21호선이 시내에 인접하여 놓여 있다. 호남고속도로가 정읍시의 남북을 관통하며, 농소동에 위치한 정읍 나들목과 태인면에 위치한 태인 나들목을 이용하여 진출입할 수 있다. 2000년 초반에는 내장산 관광객의 이용 편의를 증진시키기 위해 내장산 나들목을 개통하였다.

호남선(湖南線) 역시 정읍시를 남북으로 관통하며, 그 중 정읍역은 그룹대표역으로, KTX의 선택정차역이며 무궁화호와 새마을호의 필수정차역이기도 하다. 이 역을 이용하여 정읍시와 인접 시군인 고창군, 부안군, 순창군 주변관광을 하기 위해 많은 관광객이 찾고 있다. 신태인읍에 자리한 신태인역은 신태인읍, 감곡면, 태인면 등 정읍시 북부의 교통 수요를 충족시켜주고 있다. 이 밖의 철도역으로는 천원역과 노령역이 있다.
대중교통 수단으로는 공영제로 운영되는 시내버스가 있으며, 내장산과 황토현을 포함한 정읍시의 각 지역과 정읍시와 인접한 고창군, 부안군, 김제시 일부 지역을 연결한다. 해당 시군에서 운영되는 시내버스 및 농어촌버스 중 일부가 역으로 정읍시를 최종 목적지로 삼기도 한다. 연지동에는 정읍공용터미널이 위치한다. 시외버스 터미널과 고속버스 터미널이 분리되어 운영되고 있어서 전자는 전주, 광주, 고창, 내장산, 부안 등의 정읍 인근의 지역과 성남, 부천, 안양 등의 수도권이, 후자는 서울(센트럴시티)와 동서울이 주요 행선지다.

## 산업
호남평야와 접하는 남부와 동진강 유역 일대에는 비옥한 토질을 바탕으로 논농사가 발달해 있으나, 산지에 접한 서부에는 밭농사가 발달해 있다. 주곡 농업 외에 채소 등의 원예작물의 재배가 활발하며, 특용작물로 사과·감 등이 많이 생산된다. 축산업으로 양계·양돈업도 영위된다. 제조업은 견직·면직 등의 섬유공업, 배합사료가공·양송이통조림·식용유·전분제조 등의 식료품 공업, 백열전구제조업 등이 성하다. 1981년 정읍공업단지가 조성되고 서해안 개발 추진에 따라 1988년 이후 농소동·북면에 공업단지 및 농공단지가 건설되어 공업화가 진전되고 있다. 중소 시범공단 조성은 농소동 공단부지 201.654km2을 조성하여 완전 분양으로 식용유, 세탁비누, 박스원료, 미원사료, 장판지 및 제지, 안경테, 레미콘 등이 입주해 있고 입암면 일대에는 면직물 제조업체가 집중되어 있다.
또한 정읍은 자생녹차로 유명하다.
호남평야 일대의 농업용수를 공급하기 위해 옥정호의 물을 취수하여 도수로를 통해 동진강으로 흘려보내고 있으며, 유역변경식 발전소인 칠보면의 섬진강수력발전소(칠보발전소)를 통해 최대출력 30,480kW의 발전을 한다.

## 문화유적/명소

#### 은선리 삼층석탑(보물 제167호)

은선리 3층석탑

정읍시 영원면 은선리 43소재. 백제시대 고사부리군(고부의 옛 명)의 고을터였던 은선리에 있는 백제의 삼층석탑이다. 탑의 구조를 보면 높이 7.2m, 기단은 2.7m 두께 27 cm, 정방형에 제1층의 높이는 2.28m, 넓이 1.38m의 판석 두 장을 양측에 세우고 앞뒤에 또 면석 2장 등 모두 4매의 판석으로 세워졌다. 제2층탑신은 높이가 아주 낮아져서 85cm에 넓이 90cm이며, 또 제3층 탑신은 높이 55cm에 넓이 60 cm 가량이다. 각 층의 옥개는 두 장의 판석을 방형으로 맞추었다.이 탑의 특징은 제1층의 탑신이 장신인 동시에 제2층에 감실을 만들고 두 개의 석비를 달아 붙인 점이다. 익산의 왕궁 오층석탑과 유사하나 감실에 석비를 달아 붙인 점이 다르다.

#### 천곡사지 칠층석탑(보물 제309호)
정읍시 망제동 10소재. 망제봉의 서쪽 기슭 천곡리 골짜기에 있어 통칭 천곡사지 석탑이라고 한다. 원래는 오층석탑이 또 하나 있었는데 1925년경 일본인들이 어디론가 옮겼다. 이때 해체한 탑속에서 고려 태조 21년(938)이라는 명문이 나와 이를 탑의 축조연대로 보고 있다. 전설에 의하면 현존하는 칠층석탑은 남승의 탑이고 옮겨간 탑은 여승의 탑이라 한다. 탑의 형태는 신라의 형태를 벗어난 고려탑의 형태로써 그 구조는 탑의 규모에 비하여 기단의 규모가 작은 편이며, 1층의 탑신은 네 개의 판석을 서로 엇물려 세웠다. 제2층의 탑신은 높이가 제1층보다 훨씬 낮은 동시에 크기가 다른 두 개의 판석으로 구성되었다. 그리고 3층 이상의 탑신은 모두 장방형태로 다듬어진 한 덩이의 돌로 세워져 있는데 좁은 편이나 두꺼워서 둔중한 감을 주기도 한다.

#### 무성서원(사적 제166호)

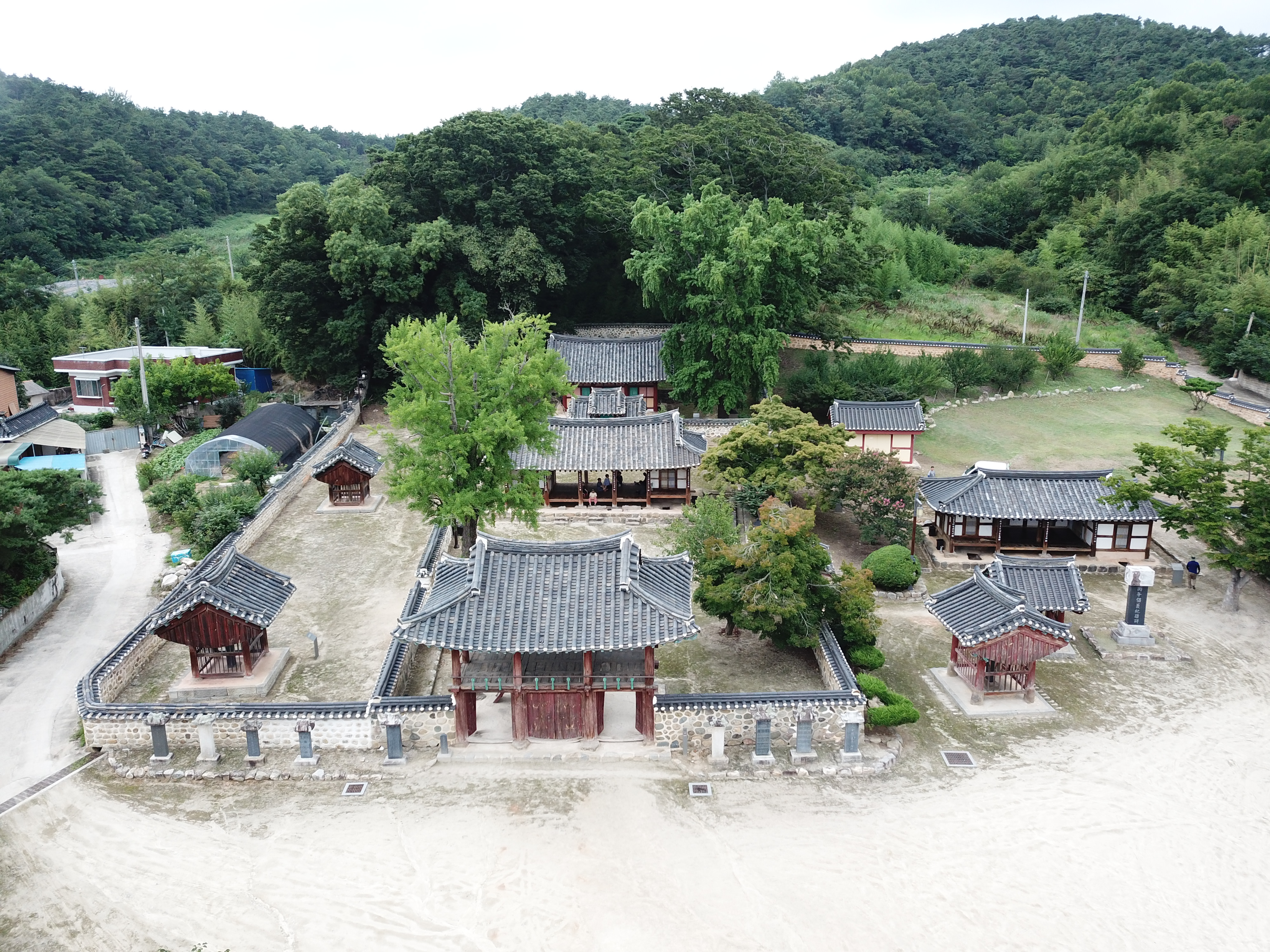
무성서원 전경

정읍시 칠보면 무성리 500 소재. 신라 말의 유현인 고운 최치원과 조선 중종 때 태인현감이던 신잠을 향사하기 위해 세운 서원이다. 원래는 태산서원이라 하던 것을 숙종 22년(1696)에 사액됨으로써 무성서원이라 하였다. 사우는 최치원을 비롯하여 신잠·정극인·송세림·정언충·김약묵·김관 등의 향현을 배향하였다. 현존 건물로는 현가루를 비롯하여 강당·동서재·사우·비각 등이 있다. 사우는 성종 15년(1484)에 중수되었고, 강당은 순조 25년(1825)에 불타 없어진 것을 순조 28년(1828)에 중건하였다. 이 서원에는 성종 17년 이후의 봉심안·강안·심원록·원규 등의 귀중한 서원 연구자료가 보존되어 있다. 무성서원은 그 역사, 문화적 가치를 인정받아 2019년 7월 유네스코 세계문화유산에 등재되었다. 

#### 전봉준고택 (사적 제293호)

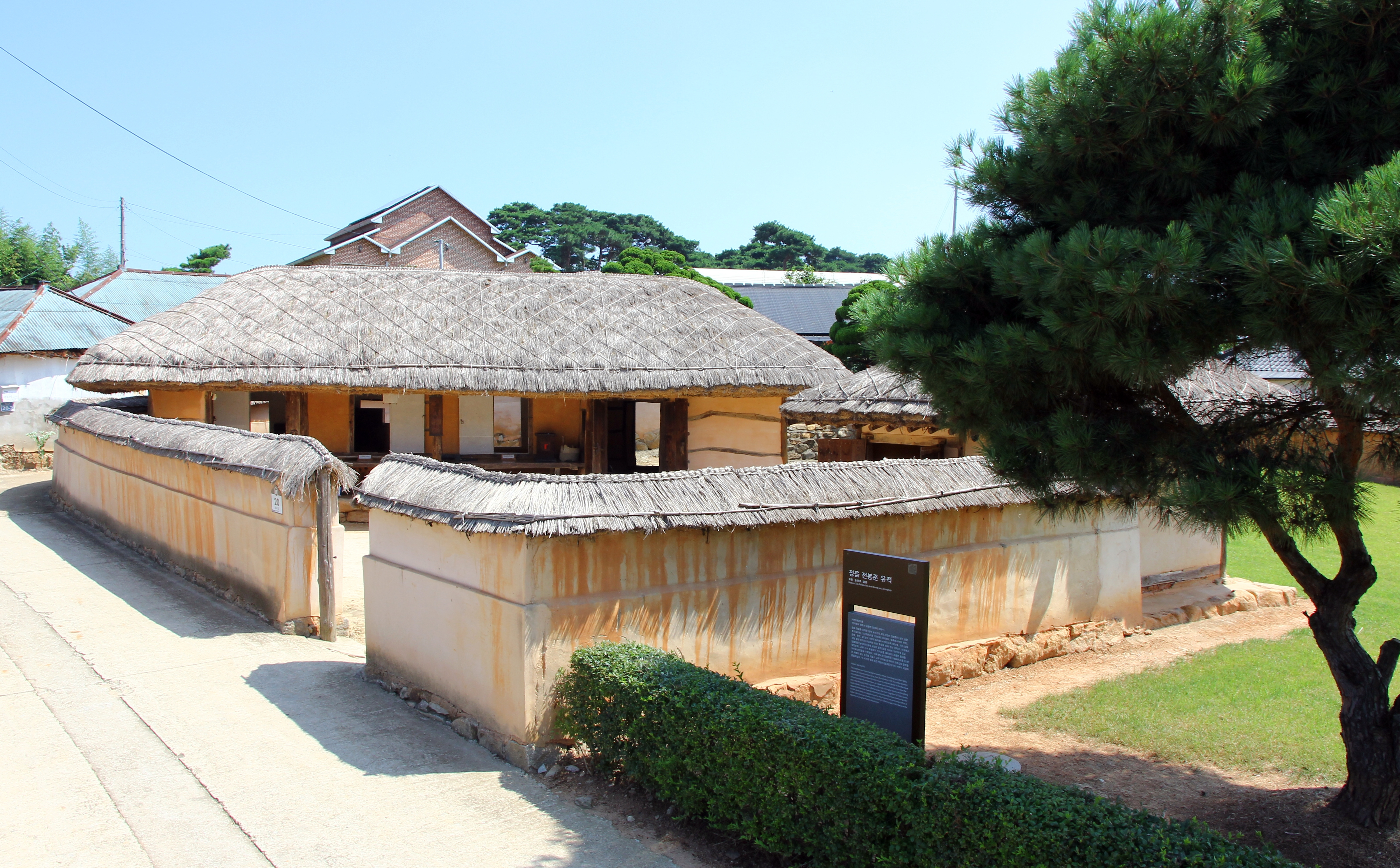
전봉준 장군 고택지

정읍시 이평면 장내리 458소재. 녹두장군 전봉준이 동학운동을 일으킬 당시 거주하였던 집. 전봉준은 조선왕조 철종 6년(1855)에 이 지방의 양반 가문에서 출생, 고종 27년(1890) 동학에 입도하였으며 서당 훈장으로 있었다. 당시 전국의 농촌은 일부 탐관오리의 학정으로 농민들의 원성이 높아지고 있었으며 이곳 고부군 역시 군수 조병갑의 만석보 수세 강제징수 등 학정에 시달린 농민들의 생활은 피폐하고 원성이 높았다. 이때 선생은 고부군의 동학 접주로 분노에 찬 농민들과 동학교도의 조직을 이용 제폭구민, 보국안민의 구호를 내세우고 동학운동을 주도하였다.

#### 내장산

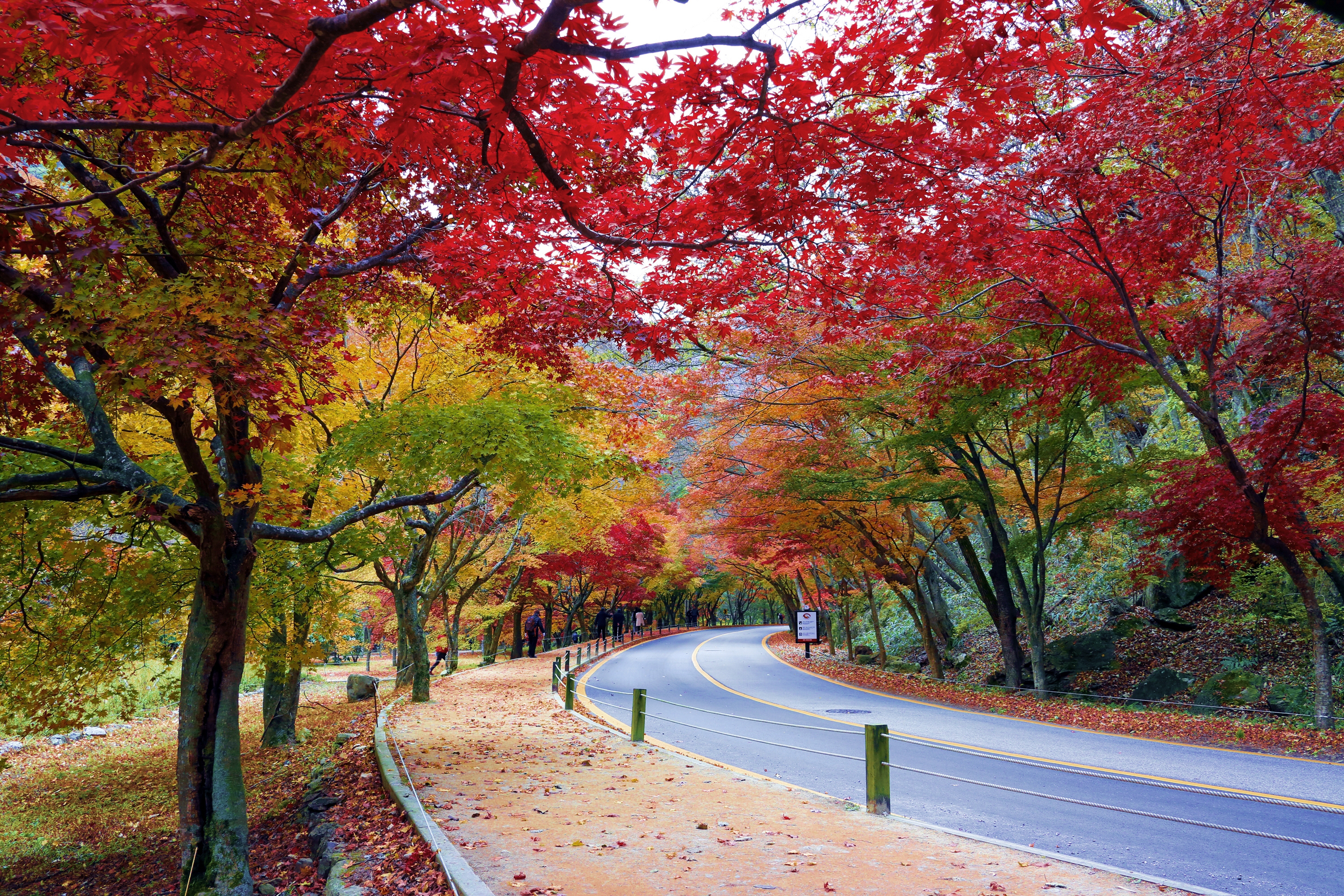
내장산 단풍

호남지방의 5대 명산(지리산·월출산·천원산·방장산) 중 하나이며 신 대한 팔경의 하나로 500여 년 전부터 우리나라 유일한 단풍 명소로서 널리 알려졌으며 명찰 내장사가 있다. 1969년 1월 21일 관광지로 널리 지정되었으며 1971년 11월 17일 국립공원으로 지정되어 1975년 봉룡지구에 집단시설을 조성하고 공원주변과 경내 조경을 새롭게 정비하였으며 박정희 대통령의 휘호를 받아 공원탑을 세웠다. 공원면적은 76.03km2로 정읍시·순창군·전남 장성군과 인접해 있고 단풍 성수기에는 1일 50만의 인파가 단풍을 보기 위해 내장산을 찾는 외에 연중 100만 이상의 관광객이 내장산을 찾고 있다. 금선폭포, 도덕폭포 등 두개의 폭포와 금선계곡, 원적계곡 등 두개의 계곡, 신선봉, 서래봉, 불출봉, 연지봉, 망해봉, 까치봉, 연자봉, 장군봉, 월영봉 등 아홉개의 웅장한 봉우리로 이루어졌고 굴거리나무, 비자나무 등 천연기념물로 지정된 희귀식물이 서식하고 있다. 봄에는 푸른 산록 사이로 피어나는 벚꽃의 아름다움과 여름에는 푸른 녹음, 가을은 불타는 단풍, 겨울에는 설경의 아름다움으로 4계절 관광명소이다.
수년째 택시기사들이 사람당 만원~이만원을 부르고 호객행위를 하는 등 불법행위가 문제가 되고 있으나 개선이 되지 않고 있다. (기사1, 기사2) 대중교통 배차간격이 개선돼야 하지만 오히려 30분인 배차간격을 지키지 못해 한 시간 반 후에 버스 두 대가 연달아 나타나기도 하는 등 교통체증이 심하고 추운 주말 저녁에 하산할 때 특히 문제가 심각해 관광객들과 시민들이 모두 고통을 겪는다.

#### 옥정호 구절초 테마공원

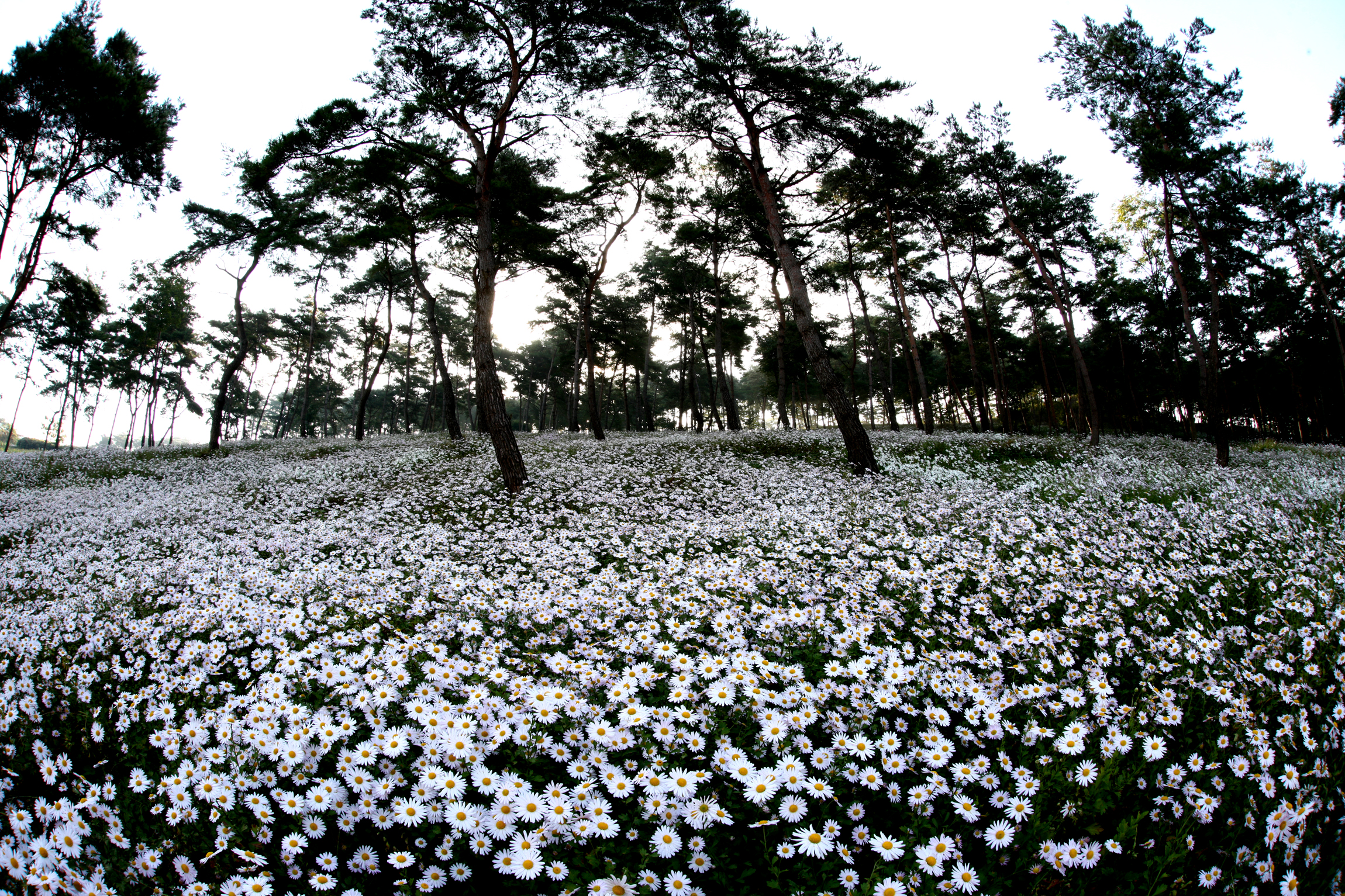
구절초 공원 전경

'옥정호 구절초 테마공원'은 정읍시 산내면 매죽리 571번지에 위치해있으며, 가을 들국화인 '구절초 꽃'의 낭만적인 경관을 만끽 할 수 있는 가을동화 속 꽃동산이다. 솔숲 사이로 옹기종기 피어있는 구절초 산책로를 여유롭게 거닐어 보는 자연휴식공원으로 사랑받고 있으며, 매년 10월이 되면 솔숲 아래로 옥정호의 새벽안개가 밀려들어 솔숲 아래에 새벽이슬 머금은 구절초 꽃의 고매한 자태를 뽐낸다. '옥정호 구절초 테마공원'은 2006년도에 자연 휴양공원으로 조성되었으며 옥정호 최상류에 위치하고 있는 조그마한 산봉우리로 봉우리 둘레에 '추령천'이 흐르고 실개천을 가로질러 올라가는 코스가 이색적이다. 솔숲 구절초 산책로가 바로 맞닿는데, 언덕에 올라선 순간부터 소나무들이 군데군데 우뚝 솟아있는 사이로 하얗게 가득 피어있는 구절초는 자연 그대로 자라나서 무더기져 피어있으며 공원이기에 산책할 수 있는 길들이 잘 정비되어 사람들은 산책길을 따라 가기만 해도 하얀 구절초 가운데 푹 빠져들 수 있다. 흔히, 가을 야생화의 대명사로 들국화를 친다. 들국화는 꽃이 아주 작지만 많은 꽃송이가 한데 모여 앙증스럽고 노랗게 피는 감국이 있고, 보랏빛으로 피는 쑥부쟁이가 있고, 하얗게 피는 구절초가 있다. 구절초는 오월 단오에는 줄기가 다섯마디가 되고, 음력 9월9일이 되면 아홉마디가 되어 꽃이 핀다고 하여 붙여진 국화과의 다년생 초본으로 선모초, 고봉으로 불리기도 하며 하늘의 별처럼 하얗게 깔리어서, 모두 가을을 그리워하게 만드는 '가을의 화신'으로 표현된다.

#### 피향정(보물 제289호)

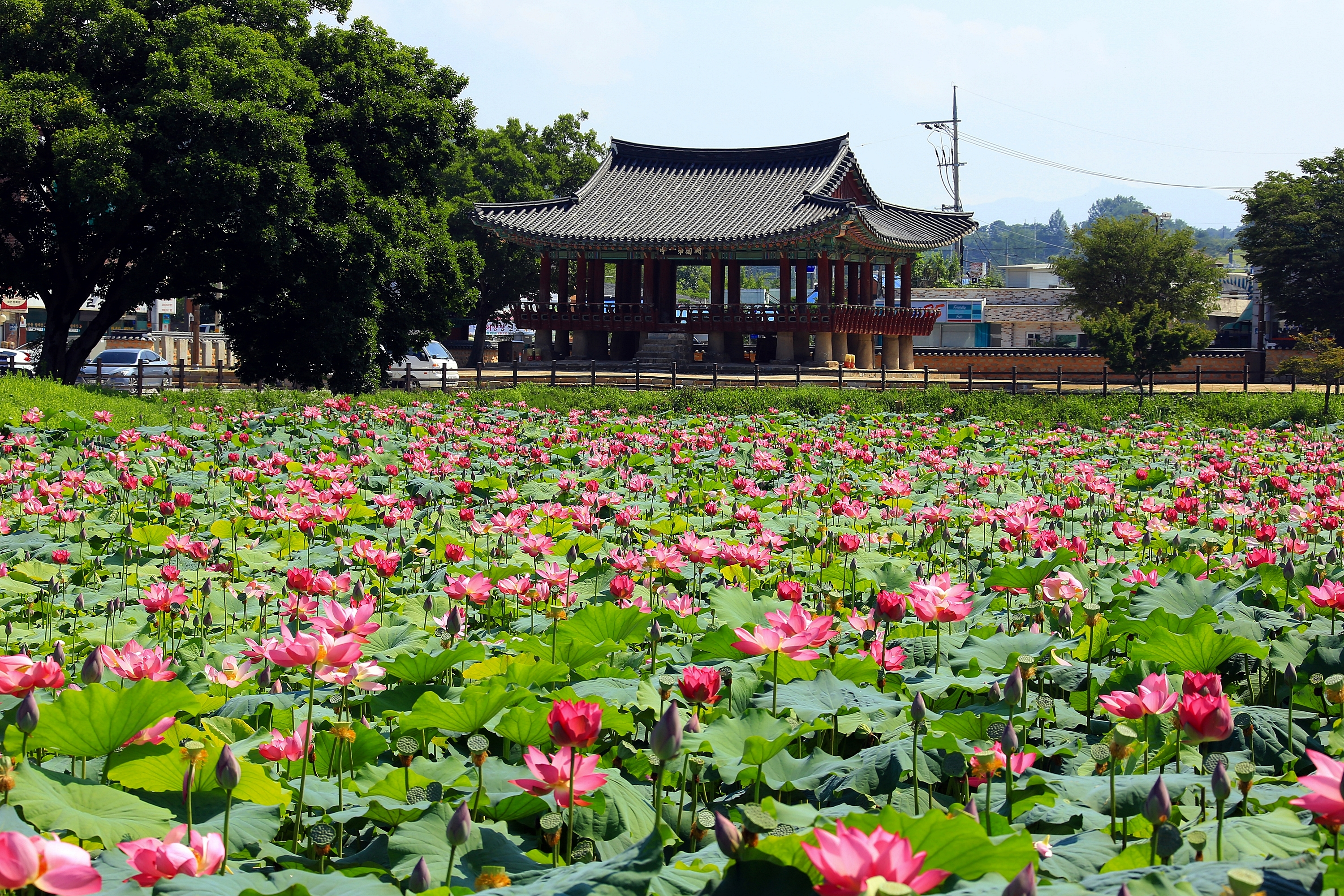
피향정 전경

정읍시 태인면 태창리 102-2소재. 1963년 보물 제289호로 지정되어 보존되고 있는 호남 제일의 정자로 널리 알려진 피향정(披香亭)은 원래 이 정자 앞뒤로 상연지(上蓮池)와 하연지(下蓮池)라는 연못이 있어 아름다운 경치를 이루었으나 상연지는 일제강점기 때 메워지고 현재는 하연지만 남아 있다. 연못에 연꽃이 피면 향기가 주위에 가득하다 하여 「피향정」이라 이름 했다.피향정은 호남 제일의 정자이다. 원래 이 정자의 앞뒤로 상·하연지가 있어 아름다운 경승을 이루고 있었으나, 현재는 하연지만 남아 있다. 신라 시대에 최치원 선생이 태산 군수로 재임중에 이곳 연지가를 소요하며 풍월을 읊었 다는 전설이 있으나, 정자의 창건연대는 확실하지 않다. 현재의 정자는 조선 시대 중기의 건물로 정면 5칸, 측면 4칸의 팔작집이다. 4면이 모두 개방되어 있고 주위에는 난간이 둘러져 있다. 정강왕때 태산군수를 지내던 고운 최치원이 이 곳 연못가를 거닐며 풍월을 읊었다는 전설이 있으나 정자의 창건연대는 확실하지 않으며 현재의 건물은 조선 인조(1623~1649)때 태인현감 유근(柳根)이 다시 고친 것이다.

#### 정읍사 문화공원

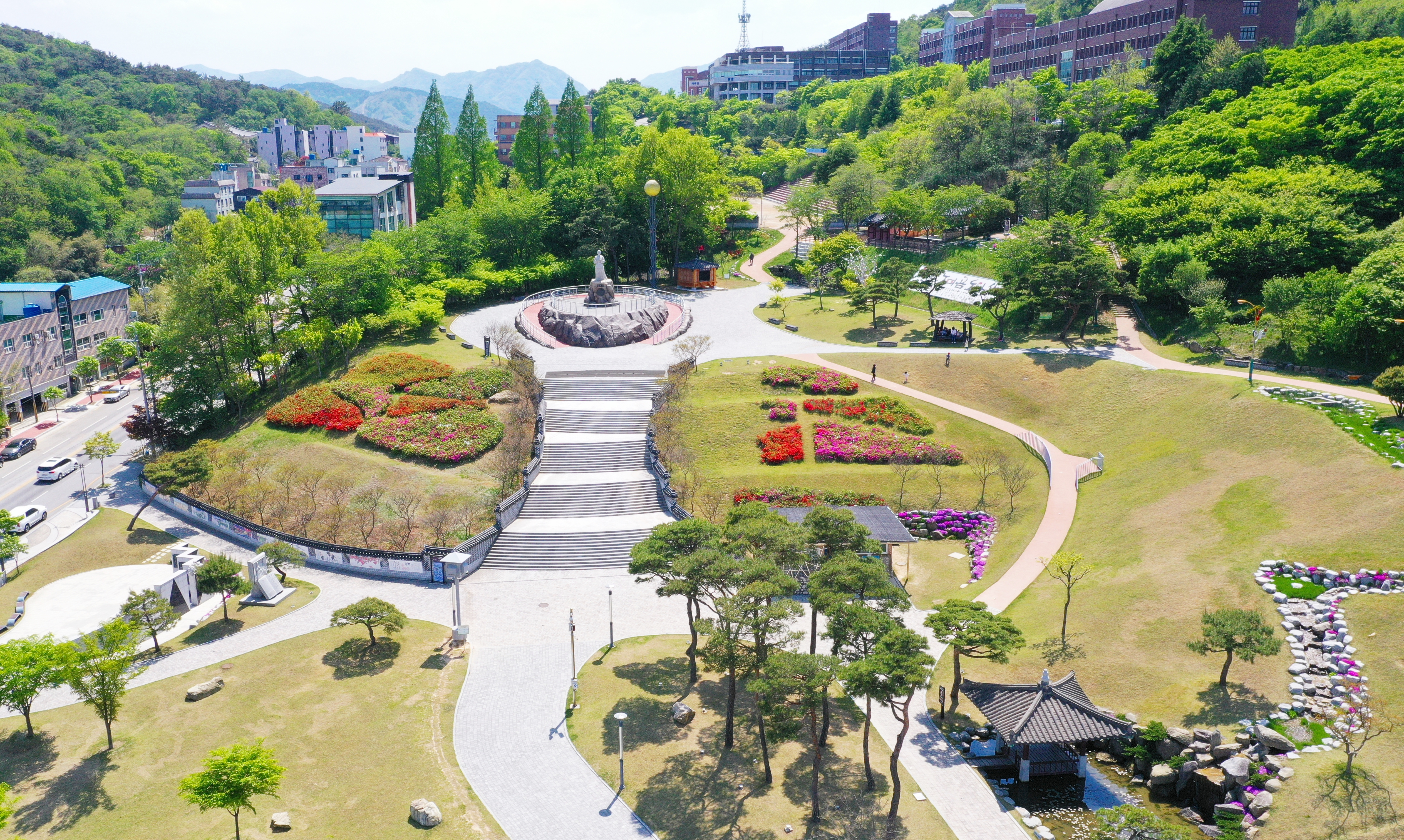
정읍사 공원 전경

정읍시 시기동 81-7소재. 현존하는 유일한 백제가요 '정읍사'를 주제로 조성된 공원으로 백제 땅 행상의 아내가 행상나간 남편을 간절하게 기다리던 곳이 바로 정읍사 공원이다. 정읍시내에서 정읍천을 건너 언덕길을 오르다보면 정읍 시내가 훤히 내려다뵈는 곳이다. 정읍사공원을 이곳 초산의 북쪽 기슭에 자리를 잡고 망부상을 만든 것은 백제시대에 현은 지금의 '새암바다'이고 거기에서 북쪽으로 10리 이니, 대게 초산의 북쪽 기슭이 되겠다는 생각에서였다고 한다. 공원에는 망부상이 세워져 있다. 이 망부상은 보통사람의 키를 훌쩍 넘는 높이 2.5m의 화강암 석상이다. 1986년 12월에 세웠다. 약간 긴 저고리를 입고, 머리는 양쪽으로 쪽을 짓고 두 손을 마주잡고 서 있는 모습이다. 망부상 뒤편에는 정읍사 망부상 이야기가 8폭의 부조 그림으로 그려져 있다. 6만 7,000여 평에 조성된 정읍사 공원은 망부석의 애절한 사연 말고도 둘러볼 곳이 많다. 정읍사 사우(祠宇)도 꼭 들러야 할 곳이다. 사우는 1994년에 망부상 서편 기슭에 짓고, 백제 여인의 영정을 봉안하였다. 집을 떠나 장사하러 나아간 지아비를 기다리다가 지쳐 망부석이 되어버린 여인을 위해 해마다 정읍사문화제 때 제사를 지낸다. 정읍사공원에는 망부석과 정읍사노래비, 정읍사 사당 외에도 정읍사 예술회관, 정읍사 국악원, 시립 미술관, 야외공연장 등이 모여 있어 정읍 문화예술의 산실이 되고 있다. 또한, 정읍사 여인을 주 테마로 부부, 연인 사이의 천년사랑을 스토리텔링하여 조성한 테마형 숲길인 정읍사 오솔길의 시작점이며, 유아숲 체험원(숲속 놀이터)과 최근 개장한 달빛사랑 숲(디지털 실감 콘텐츠)이 함께 운영되고 있어 관람객들이 많이 찾는 공원이다.  

## 교육 기관
- 사립전문대학

|  | - 전북과학대학교 |

- 고등학교

|  | 공립 - 정읍고등학교 - 정읍여자고등학교 - 정읍제일고등학교 - 칠보고등학교 | 사립 - 호남고등학교 - 배영고등학교 - 정주고등학교 - 서영여자고등학교 | - 글로벌학산고등학교 - 왕신여자고등학교 - 신태인고등학교 - 인상고등학교 - 태인고등학교 |

- 중학교

|  | 공립 - 감곡중학교 - 고부중학교 - 산외중학교 | - 소성중학교 - 입암중학교 - 정산중학교 - 정우중학교 | - 샘고을중학교 - 정읍중학교 - 정일중학교 - 칠보중학교 | 사립 - 배영중학교 - 신태인중학교 - 왕신여자중학교 | - 이평중학교 - 태인중학교 - 학산중학교 - 호남중학교 |

- 초등학교

|  | - 감곡초등학교 - 고부초등학교 - 관청초등학교 - 교암초등학교 - 내장초등학교 - 능교초등학교 - 대흥초등학교 - 덕천초등학교 - 도학초등학교 - 동신초등학교 | - 백암초등학교 - 보성초등학교 - 북면초등학교 - 산외초등학교 - 서신초등학교 - 소성초등학교 - 수곡초등학교 - 신태인초등학교 - 영산초등학교 - 영원초등학교 | - 옹동초등학교 - 용곽초등학교 - 이평초등학교 - 입암초등학교 - 정남초등학교 - 정우초등학교 - 정읍남초등학교 - 정읍동초등학교 - 정읍북초등학교 - 정읍서초등학교 | - 정읍수성초등학교 - 정일초등학교 - 칠보초등학교 - 태인초등학교 - 회룡초등학교 - 정읍초등학교 - 한솔초등학교 |

## 대형마트
- 롯데마트 정읍점

## 자매 도시
- 대한민국 서울특별시 종로구
- 대한민국 서울특별시 강서구
- 대한민국 서울특별시 성북구
- 대한민국 서울특별시 강동구
- 대한민국 경상남도 사천시
- 대한민국 경기도 남양주시
- 대한민국 강원특별자치도 속초시
- 대한민국 대구광역시 수성구
- 중화인민공화국 장쑤성 쉬저우 시
- 일본 지바현 나리타시

## 같이 보기
- 대한민국의 설치순 도시 목록